# AGM-158C远程反舰导弹
AGM-158C LRASM（Long Range Anti-Ship Missile，遠程反艦飛彈）是國防高等研究計畫署（DARPA）為美國空軍、美國海軍開發的低可偵測性技術反艦飛彈。它可以使用多種海空地平台進行發射，並成為世界上現役第一種能獨立進行威脅分級，並自行選擇最重要打擊目標的智能反艦飛彈。
為了在面對持續強化其武力的中國人民解放軍海軍時仍能繼續保持優勢，美國海軍決定採購一款能解決魚叉飛彈生存性低落與射程不足問題的先進反艦飛彈，藉此終結冷戰後美軍長期擱置反艦飛彈性能不足的問題。海軍遠程反艦飛彈服役後還會進行下一代攻勢對平面戰（OASuW）/增量2導彈的招標，改型研製中，預計2024年服役。
2015年8月，美國海軍將空射型LRASM命名為“AGM-158C”。B-1B轟炸機已於2018年12月具備LRASM早期作戰能力，F/A-18E/F戰鬥機已於2019年12月具備LRASM早期作戰能力。

## 研發
美國在2000年決定中止改造戰斧巡弋飛彈作為反艦武器後，當時的美國海軍反艦武器僅有射程280公里的魚叉飛彈，雖然魚叉飛彈已經證明是種穩定可靠的武器，但設計過於原始，無法整合入Mk-41垂直發射系統內使用。當時美國海軍認為未來艦艇全面導入垂直發射系統是大勢所趨，但Mk-141發射器與魚叉飛彈穩定耐用，因此不能相容於垂直發射系統的魚叉飛彈在美軍軍艦武裝中仍持續配備。
LRASM計畫從2009年啟動，技術來自AGM-158 JASSM，這個計畫顯示了在地緣環境變化下美國海軍重新重視長程反艦飛彈。計畫初期曾是兩個子計畫同時運作。LRASM-A計畫是洛克希德·馬丁公司承包的初期工程發展，是以JASSM飛彈為基礎改良的次音速反艦飛彈。LRASM-B計畫則是採用沖壓發動機的超音速反艦飛彈，但是在2012年1月取消，後來僅有LRASM-A計畫進入實際工程開發。原型彈在2013年初進行測試，全備彈則是2014年底首度試射。
2015年8月，LRASM獲得制式化編號：AGM-158C。
2020年，美國海軍開始研發將AGM-158C整合至P-8海神式海上巡邏機攜帶武裝項目內，工程開發預定在2026年完成。 

## 設計
LRASM的硬體以AGM-158B JASSM-ER為基礎（兩者有88%的硬體共通），強化飛彈供電能量，並導入多頻譜被動雷達、升級版本的電子偵查系統（ESM）與雷達預警機（RWR）、戰術資料鏈，抗干擾GPS、整合了數位化空間情景測繪（Digitized Scene-Mapping Area Correlator，DSMAC）與自動地形輪廓匹配辨識功能的紅外線成像尋標器。AGM-158C的導引系統由貝宜系統打造，藉由強大的影像辨識與被動電子偵察感應器，工程師打造出一枚不需要憑藉外部導入更新資料，可運用飛彈內部搭載的被動偵蒐硬體搭配高效能的人工智慧辨識出目標艦艇，並可自動迴避主動防禦系統的反艦飛彈。飛彈發射後會在中等空層飛向目標，直到進入攻擊模式時才降低高度進行掠海飛行。也由於沒有主動雷達尋標器，理論上LRASM不必發射任何電磁波信號即可鎖定目標，大幅縮減電子偵蒐系統的預警範圍。
LRASM雖然理論上不需要戰術資料鏈更新攻擊資訊，但資料鏈可以讓同時運作中的飛彈共享電子偵察資訊，達到A射B導的效果，並運用飛彈上搭載的人工智慧協調攻擊，提高飛彈的突破防禦機率。而因為配備GPS的緣故，LRASM也具有對地攻擊的能力，但需要其紅外線成像尋標器對移動陸地目標進行精準打擊。
雖然AGM-158C以JASSM-ER的硬體為基礎，但是因為增加多樣化的電子偵搜功能以及更高效的導航電腦，這都占用了更多飛彈空間以及增加了燃料消耗，因此無法維持與JASSM-ER同等的500海里（930公里）射程，目前民間軍事專家判斷LRASM的實際射程大約為300海里（560公里）左右。

## 量產
2017年7月27日，洛克希德·馬丁與美國空軍簽訂第一批LRASM量產合約，該合約以8,550萬美元的價格生產23枚LRASM，合約在2019年9月執行完畢。
2018年11月19日，美國空軍簽訂第二批量產合約，以1.72億美元的價格生產50枚LRASM，合約將在2021年底完成；該合約在2018年12月修改，增購3枚同型飛彈，將在2020年底交付。目前已知一枚AGM-158C空射型的量產成本約在371至344萬美金之間（不计算研發成本）。目前採購的AGM-158C屬於攻勢對平面戰（OASuW）/增量1批次版本，可從F/A-18E/F戰機與B-1B轟炸機上投射。
美國海軍在2016年公布以14億美金的價格採購124枚飛彈的計畫。但目前尚未簽訂採購合約。
外銷
目前對AGM-158C抱持興趣的國家和地区包括瑞典、日本、英國、加拿大、新加坡、臺灣。美國在2019年2月7日發布出售給澳洲200枚AGM-158C與11枚訓練用的CATM-158C的允許公告，含相關配套項目總價9.9億美金。

## 參閱
- 鷹擊12反艦飛彈
- 布拉莫斯导弹
- AGM-158联合空面导弹

## 外部連結
- MDC軍武狂人夢（页面存档备份，存于） LRASM遠程反艦飛彈